# Farba drukowa
Farba drukowa, farba graficzna, pot. farba drukarska – materiał powłokotwórczy ciekły lub mazisty o charakterze zawiesiny lub roztworów substancji barwiących w spoiwach. Używana w druku, czyli zasadniczo w procesie zwielokrotniania obrazu przez przenoszenie go z formy drukowej na podłoże drukowe.

## Składniki farby drukowej
1. Barwidło, czyli substancje barwiące 5–30%
  - pigmenty, czyli rozdrobnione substancje stałe nierozpuszczalne w spoiwie, ale w nim zdyspergowane, mające właściwości barwiące w stanie stałym
  - barwniki, czyli substancje rozpuszczalne w spoiwie
  - laki, czyli barwniki wytrącone z rozpuszczalnika do postaci stałej, które tym sposobem uzyskują właściwości pigmentów.
2. Spoiwo 15–60%, czyli substancje zwilżające pigment (na poziomie produkcji farby), co ma ułatwić zdyspergowanie pigmentu w spoiwie, decydujące o właściwościach drukowych farby, tzw. drukowalność farby, czyli jak farba płynie przez maszynę (reologii farby), wiążące farbę z podłożem, a ponadto zapewniające połysk, odporność na ścieranie, elastyczność.
3. Rozpuszczalnik/rozcieńczalnik 20–70%, czyli substancje rozpuszczające spoiwo i mieszające się z pozostałymi komponentami farby.
4. Substancje pomocnicze 1–10%, czyli substancje wpływające na właściwości drukowe i użytkowe farby.

## Właściwości farby drukowej

### Właściwości drukowe
Właściwości farby decydujące o zachowaniu się farby podczas druku:
- właściwe zdyspergowanie pigmentów/lak w spoiwie
- lepkość farby, której miarą dla farb ciekłych jest prędkość wypływu z kubków wypływowych, a dla farb pozostałych – wskazania wiskozymetru
- tiksotropia farby, czyli odwracalny proces przechodzenia z postaci żelu w postać płynnego zolu pod wpływem wstrząsów
- tack farby, czyli podatność na rozwarstwianie farby istotna przy transferze farby z jednego elementu maszyny drukującej na drugi, a na podłożu drukowym skończywszy – wielkość tacku mierzona jest tackometrami
- plastyczność farby
- napięcie powierzchniowe farby

### Właściwości użytkowe
Właściwości farby po jej utrwaleniu się na drukowanej powierzchni:
- właściwości optyczne: gęstość optyczna, barwa, połysk, krycie itd.
- właściwości odpornościowe: ścieralność farby, odporność na światło, niską/wysoką temperaturę, środki chemiczne (w tym zawarte w lakierach)
- właściwości sensoryczne – wpływ farby na smak i zapach, mierzony na przykład testem Robinson

## Rodzaje farb drukowych

### Ze względu na lepkość
- maziste (stosowane w druku płaskim, sitodruku i typografii)
- ciekłe (stosowane we wklęsłodruku, fleksografii, druku ink-jet)

### Ze względu na technikę druku
Rodzaje farby drukowej zależą od techniki druku, która w pewnym stopniu pokrywa się z rodzajem formy drukowej.
Wyróżnia się:
- farby rotograwiurowe (wklęsłodruk)
- farby fleksograficzne (wypukłodruk)
- farby typograficzne (wypukłodruk)
- farby offsetowe (płaskodruk)
- farby sitodrukowe (sitodruk)
- farby tampondrukowe (pochodna wklęsłokodruku)

### Ze względu na rodzaje podłoża
- do druku na papierach offsetowych i objętościowych (czyli na powierzchniach bardzo chłonnych)
- do druku na papierach powlekanych (czyli na powierzchniach mniej chłonnych)
- do druku na kartonach (czyli powierzchniach narażonych na ścieranie)
- do druku na foliach, metalu, szkle (czyli na powierzchniach niechłonnych)

itd.

### Ze względu na sposób tworzenia barwy
- farby procesowe (w druku czterokolorowym to farby triadowe: cyjan, magenta, yellow, black, czyli CMYK, łączone ze sobą na odbitce dają barwę finalną)
- farby spotowe (czyli farby, które zazwyczaj dają barwę nieosiągalną za pomocą farb procesowych)
- farby czarne (używane do druku tekstów o mocnym wyczernieniu, grafiki i zdjęć czarno-białych)

### Ze względu na sposób utrwalania się
- przez wsiąkanie
- przez oksydację
- w wyniku działania promieniowania podczerwonego
- w wyniku działania promieniowania nadfioletowego (farba drukowa UV)
- w wyniku działania promieniowania elektronowego (EB)

W niektórych farbach może być wykorzystywany jednocześnie więcej niż jeden sposób utrwalania się farby.

### Ze względu na przeznaczenie:druk/uszlachetnianie druku[1]
- farby do druku (farby do druku tekstów, grafiki i zdjęć uważane jako farby tworzące druk bez jego uszlachetniania)
- farby specjalne (farby przeznaczone do uszlachetniania druku)
  - absorbujące podczerwień – absorbują IR w zakresie 700–110 nm, zjawisko to nie jest widoczne bez specjalnego sprzętu. Stosuje się je do zabezpieczeń dokumentów i banknotów.
  - antykseryczne, zabezpieczające przed kserowaniem; druk wykonany tymi farbami nie daje się skserować
  - chemicznie reaktywne, aktywne chemicznie (REA) – reagujące z odczynnikami REA (20% NaOCl, 96% etanol, 2% ług sodowy, 5% kwas solny) w wyniku czego farby rozmywają się, wywabiają lub odbarwiają (zależy od rodzaju farby). Jest to zabezpieczenie przeciw fałszowaniu druku. Gdy fałszerz wykorzystując druk oryginalny, chce wywabić pierwotną treść, aby nanieść własną, wówczas zmiana w farbach reaktywnych będzie ostrzegała o takiej próbie. Oryginalność farb reaktywnych sprawdza się pisakami dostarczanymi przez producenta tych farb.
  - efekt lustrzanej powierzchni – są to farby utworzone w oparciu o pigmenty metaliczne PVD (Phisical Vapour Deposition), które to pigmenty powstają w procesie łuszczenia się warstwy napylonego próżniowo aluminium na nośnik. Metoda ta pozwala osiągnąć cienkie blaszki pigmentów metalicznych (30–50 nm), wielokrotnie cieńsze od powszechnie stosowanych pigmentów metalicznych. Dzięki temu te nowe pigmenty metaliczne mają większą siłę krycia, lepsze przyleganie do podłoża, wysoki połysk[2].
  - fotochromowe, zmieniające barwę pod wpływem promieniowania UV i jest to zazwyczaj proces odwracalny poza farbami znacznikowymi w przemyśle farmaceutycznym. Farby są aplikowane metodami: offset, typografia, sitodruk.
  - krwawiące, czarna (czasem też o innym kolorze). Farba na skutek wody uwalnia barwę, na przykład czerwoną, niebieską, stosuje się ją w suchym offsecie (typooffset), sitodruk lub typografii.
  - luminescencyjne w IR, które świecą pod wpływem promieniowania IR, tzw. luminescencja odwrotna, up-conversion, luminescencja antystokesowska. Pigmenty tych farb zawierają jony pierwiastków ziem rzadkich, lantanowców o liczbach atomowych 58–71m objętych nazwą handlową REAS (rare-earth-anti-stokes). Farby te stosuje się w dokumentach wysokiego zabezpieczenia.
  - luminescencyjne w UV, które emitują część zaabsorbowanego widma światła w ciemności po uprzednim napromieniowaniu światłem lub które świecą pod wpływem promieniowania UV
    - fluorescencyjne – farby luminescencyjne świecące krócej niż 8–10 sek. Aplikuje się je we wszystkich technikach druku.
    - fosforescencyjne – farby luminescencyjne świecące dłużej niż 8–10 sek. Aplikuje się je w technikach: sitodruk, wklęsłodruk, staloryt.

  - magnetyczne, zawierające pigmenty z tlenkiem żelaza lub żelazianem baru, używa się ich do produkcji kart telefonicznych, płatniczych, rabatowych i z tej racji ich dystrybucja podlega ścisłej kontroli, można je aplikować za pomocą technik: offset, fleksografia, typografia (numeratory), staloryt.
  - metaliczne, zazwyczaj farby na bazie sproszkowanego aluminium – srebrne albo sproszkowanego mosiądzu – różne odcienie złota. Farby złote produkowane są też na bazie barwionego aluminium.
  - migrujące (penetrujące, przenikające), składają się z barwnika różowego, pojawiającego się po obu stronach arkusza papieru, który powinien być o stosunkowo niskiej gramaturze, dużej porowatości. Właściwością tej farby jest charakterystyczne trwałe „krwawienie” wokół drukowanych znaków. Farby te utrwalają się przez wsiąkanie, destylację lub polimeryzację. Zazwyczaj stosuje się je w typografii do numeracji druków. Do farb migrujących bywają dodawane składniki aktywizujące się na skutek promieniowanie UV lub IR.
  - perłowe, farby z domieszką pigmentów perłowych
  - termochromowe, które pod wpływem określonej temperatury zmieniają barwę, barwa powraca do wyjściowej po przywróceniu pierwotnej temperatury lub odbarwienie jest trwałe. Może też barwa pojawiać się lub znikać po przekroczeniu określonej temperatury i może być to proces odwracalny lub nie. W przemyśle farmaceutycznym i przetwórczym jako identyfikator sterylności lub jako wskaźnik, że produkt nie był przechowywany w odpowiednio niskiej temperaturze czasem stosowane są farby trwale zmieniające barwę. Farby są aplikowane technikami: offset, fleksografia, typografia.
  - wypukłe, wystające wyraźnie ponad powierzchnię drukowanego podłoża
  - wymazywalne: stosowane są do zabezpieczenia np. czeków; próba wymazania gumką napisu na czeku powoduje wymazanie także tła,
  - wymywalne wodą: w wyniku zetknięcia się z wodą farba traci barwę. Stosuje się je w suchym offsecie (typooffset) i typografii, głównie na papierach powlekanych.
  - zapachowe, z których po przetarciu zadrukowanej powierzchni, a przez to zniszczeniu mikrokapsułek żelatynowych, wydzielają się substancje zapachowe
  - zdrapkowe (złote, białe, srebrne)
  - zmienne optyczne (OVI – od ang. optically variable ink), które zmieniają swój kolor w zależności od kąta obserwacji. Efekt ten jest wynikiem zastosowania zaawansowanych technologicznie pigmentów wielowarstwowych osadzonych na mikrokryształach miki lub ciekłych kryształach. Farby te aplikowane są w technologii sitodruku lub stalorytu. Dodatkowo w farbach OVI mogą być zawarte pigmenty luminescencyjne.